# Lexus CT
Lexus CT – hybrydowy samochód osobowy klasy kompaktowej produkowany pod japońską marką Lexus w latach 2010 – 2022.

## Opis modelu

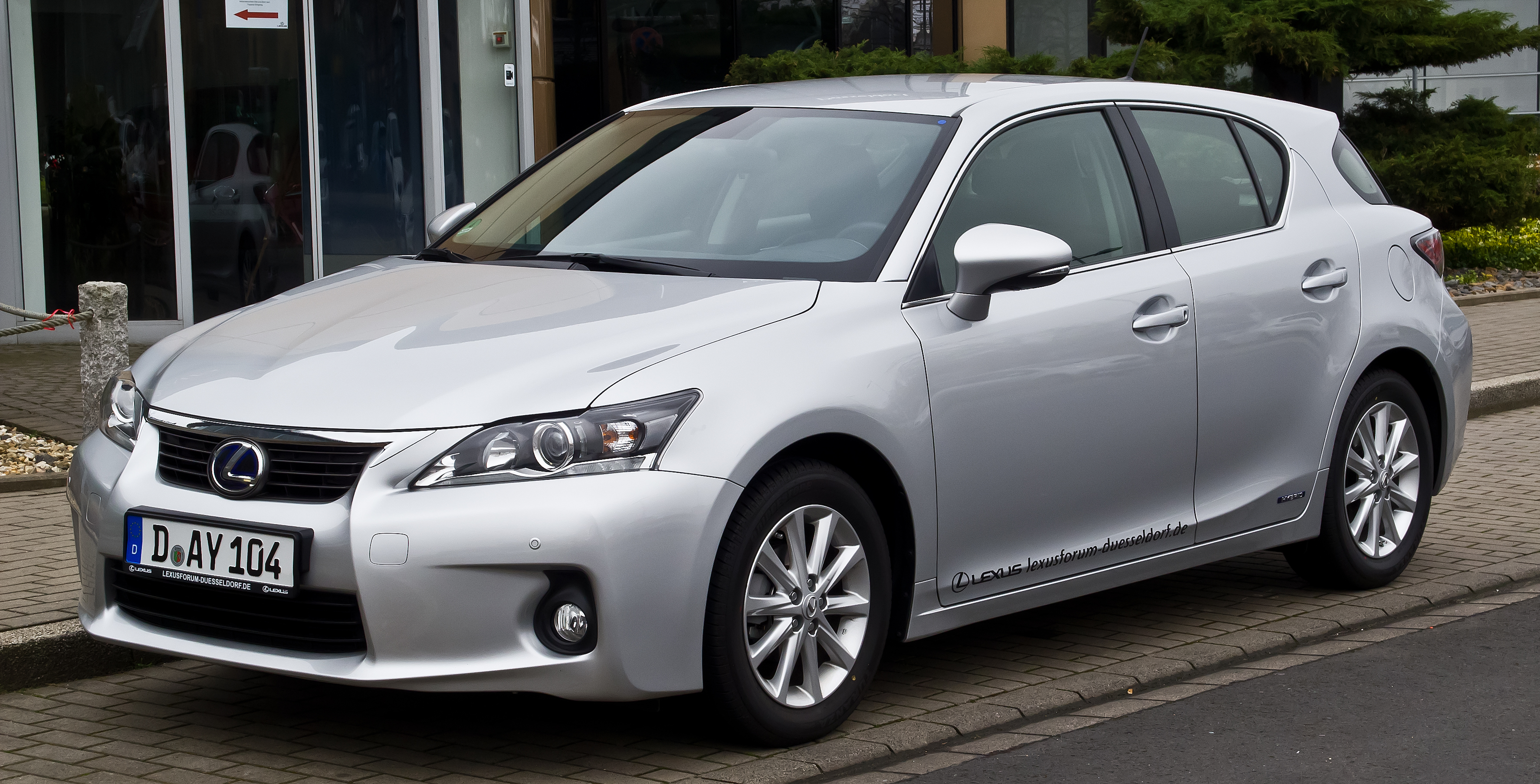
Lexus CT 200h przed liftingiem

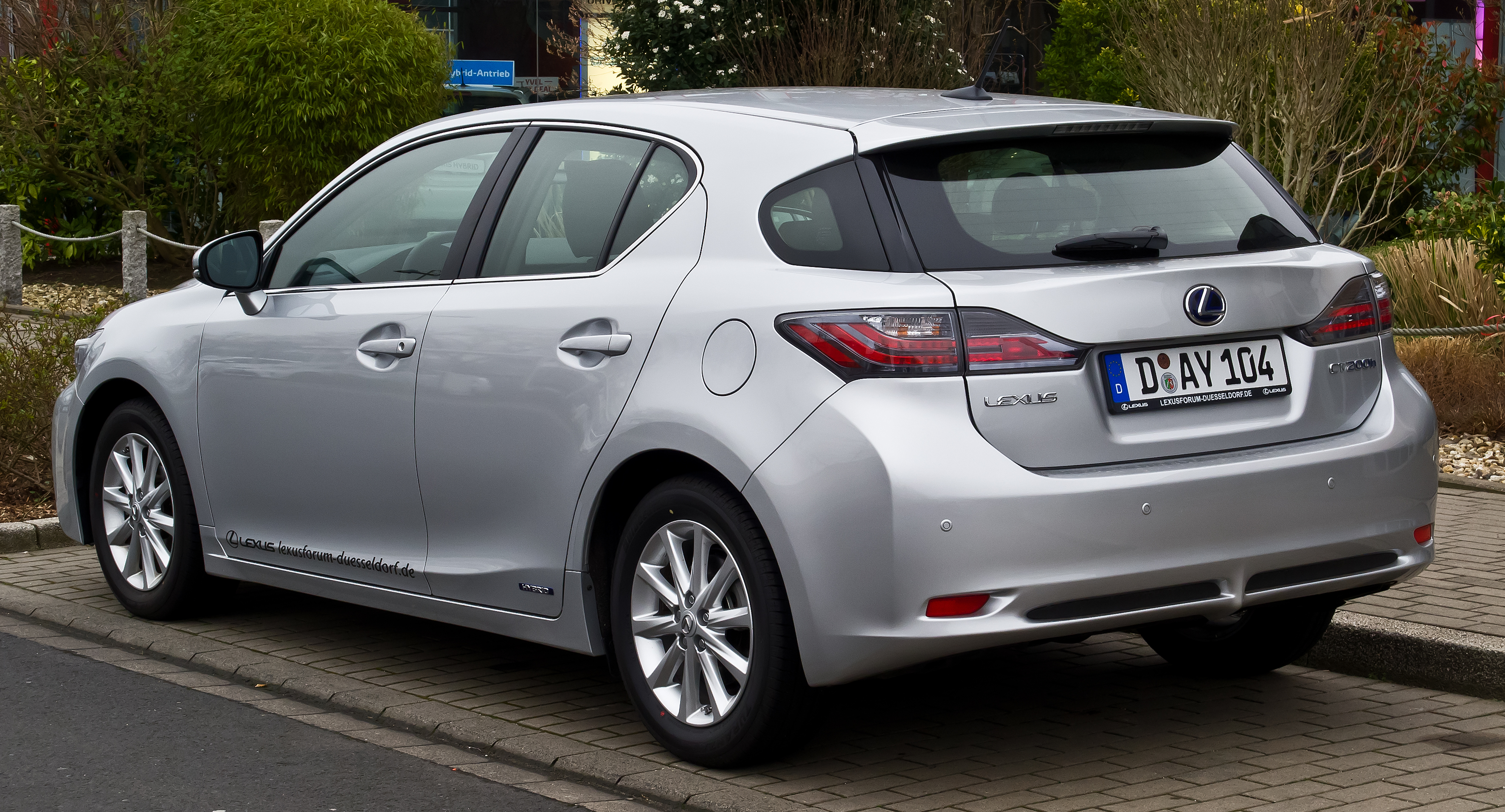
Lexus CT 200h - tył przed liftingiem

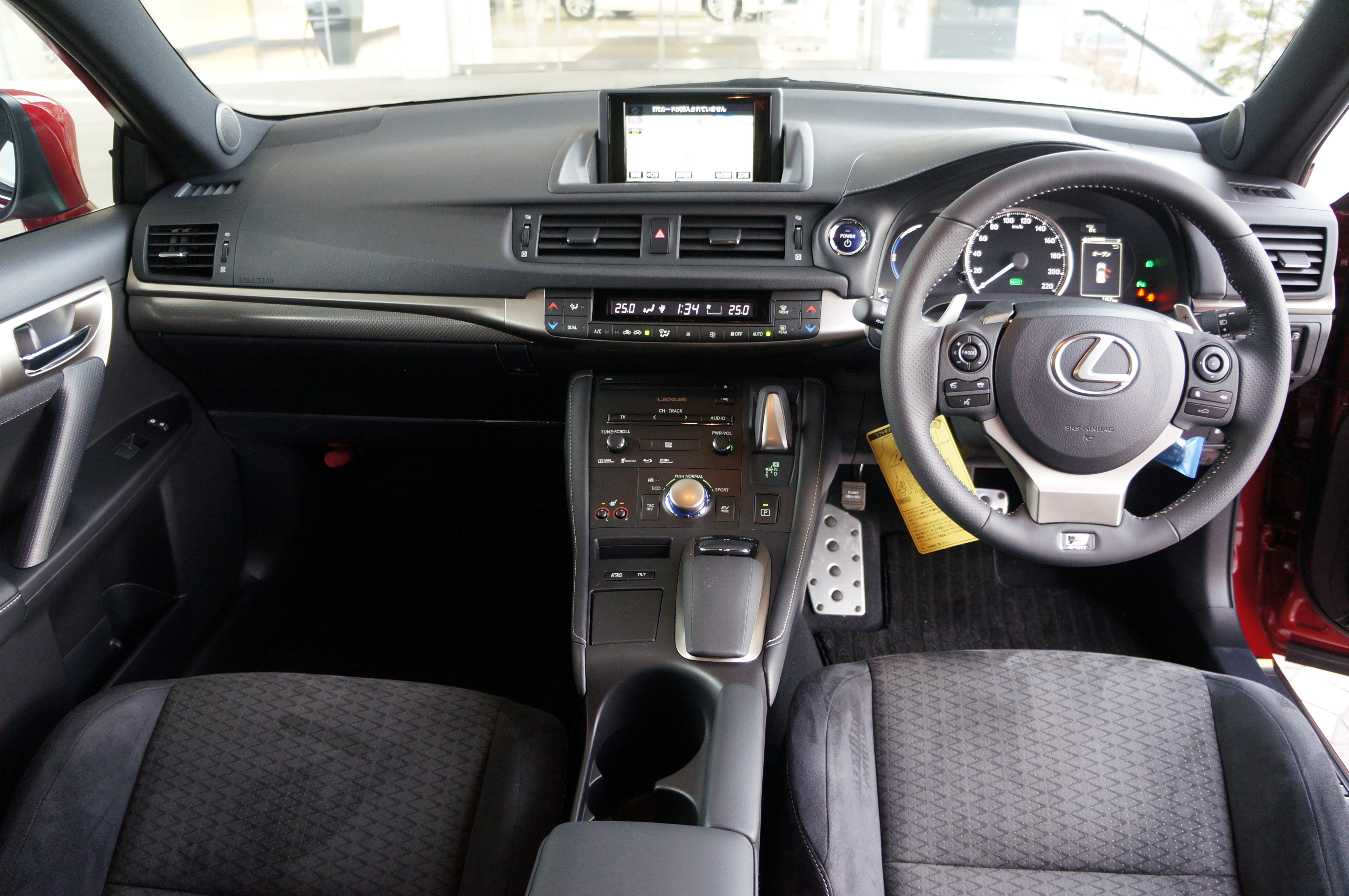
Wnętrze

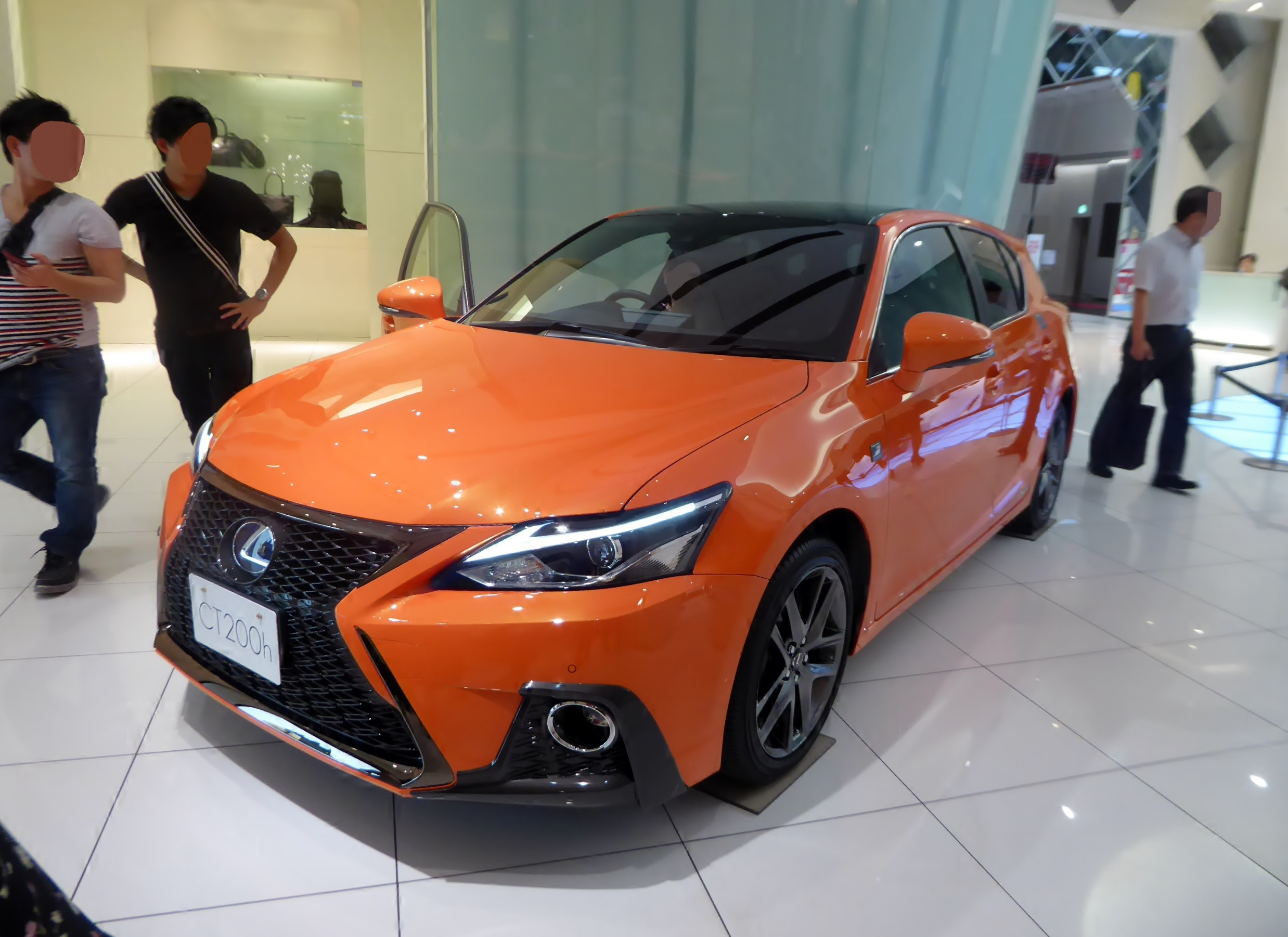
Lexus CT200h w wersji F SPORT - przód

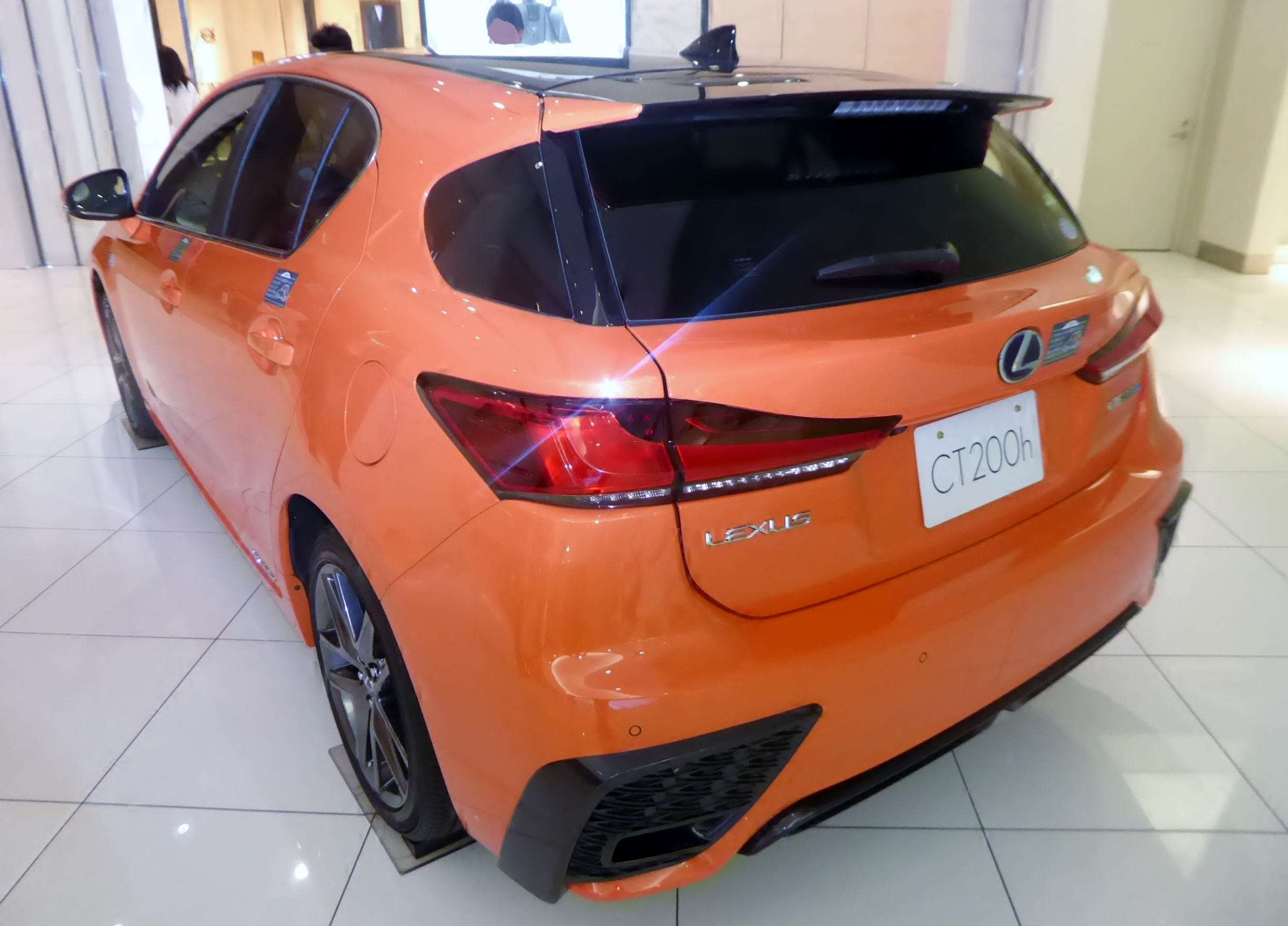
Lexus CT200h w wersji F SPORT - tył

Pod względem stylistycznym stanowi on rozwinięcie charakterystycznej dla Lexusa filozofii L-finesse oraz prototypu pod nazwą LF-Ch, pełnej elegancji i dynamicznych akcentów. Wnętrze jest bardzo przestronne, a materiały wysokiej jakości. Do sprzedaży w Europie trafił w marcu 2011.
Źródłem napędu jest układ hybrydowy znany z Toyoty Prius III generacji, złożony z benzynowego silnika 1.8 VVTi, motoru elektrycznego, bezstopniowej skrzyni E-CVT i niklowo-wodorkowych baterii. Kierowca pojazdu wybrać może jeden z dwóch trybów jazdy: komfortowy lub sportowy.
W listopadzie 2013 roku przeprowadzono lifting Lexusa CT. Samochód trafił do sprzedaży na początku 2014 roku. . Projektanci dostosowali stylistykę pojazdu do reszty gamy modelowej Lexusa. Odświeżono m.in. atrapę chłodnicy, zderzaki. Zmodyfikowano również nastawy zawieszenia, tak aby było bardziej komfortowe. Nowy Lexus CT 200h powstał pod kierownictwem Chika Kako, pierwszej kobiety w historii firmy, pełniącej funkcję zwierzchnika całego zespołu konstrukcyjnego. W 2014 roku w Polsce zarejestrowano 252 nowe egzemplarze Lexusa CT200h. Tym samym auto było trzecim pod względem popularności modelem w ofercie marki.
W czerwcu 2017 roku Lexus CT doczekał się kolejnego liftingu. Odświeżono wygląd zewnętrzny i znacznie zmodernizowano wyposażenie wnętrza. Najistotniejszą zmianą było wprowadzenie systemu bezpieczeństwa czynnego Lexus Safety System +.
W 2018 roku brytyjska firma obuwnicza Norman Walsh opracowała buty inspirowane wnętrzem Lexusa CT w wersji F Sport. 

## Dane techniczne[8]

### Silnik
- R4 Toyota 2ZR-FXE 1,8 l (1798 cm³), 4 zawory na cylinder, DOHC
- Układ zasilania: wtrysk
- Średnica cylindra × skok tłoka: 80,5 × 88,3 mm
- Stopień sprężania: 13,0:1
- Moc maksymalna: 99 KM (73 kW) przy 5200 obr./min
- Maksymalny moment obrotowy: 142 N•m przy 2800-4400 obr./min
- Moc silnika elektrycznego: 82 KM

### Osiągi
- Przyspieszenie 0-100 km/h: 10,3 s
- Prędkość maksymalna: 180 km/h
- Średnie zużycie paliwa: 4,1 l / 100 km

### Wyposażenie[9]
- Elite - gniazdo AUX i USB do podłączania urządzeń audio, Bluetooth, selektor trybu jazdy, system audio klasy premium z 6 głośnikami, tunerem AM/FM z RDS, klimatyzacja dwustrefowa
- Classic - podgrzewane przednie fotele, czujniki parkowania, przednie światła przeciwmgłowe, alufelgi 16"
- Elegance - system uruchamiania pojazdu i otwierania oraz zamykania drzwi bez pomocy kluczyka, reflektory świateł mijania LED
- F Sport - elektrochromatyczne lusterko wsteczne z monitorem cofania 3,3", przyciemniane tylne szyby, sportowe tłumiki, alufelgi 17"
- Comfort - alarm, elektrochromatyczne lusterko wsteczne z monitorem cofania 3,3", skórzana tapicerka, tempomat, reflektory świateł mijania LED
- Prestige - nawigacja z wyświetlaczem 7", 13-głośnikowy system audio Mark Levinson, tuner DAB, fotel pasażera regulowany elektrycznie, 17-calowe alufelgi